# 梅照院

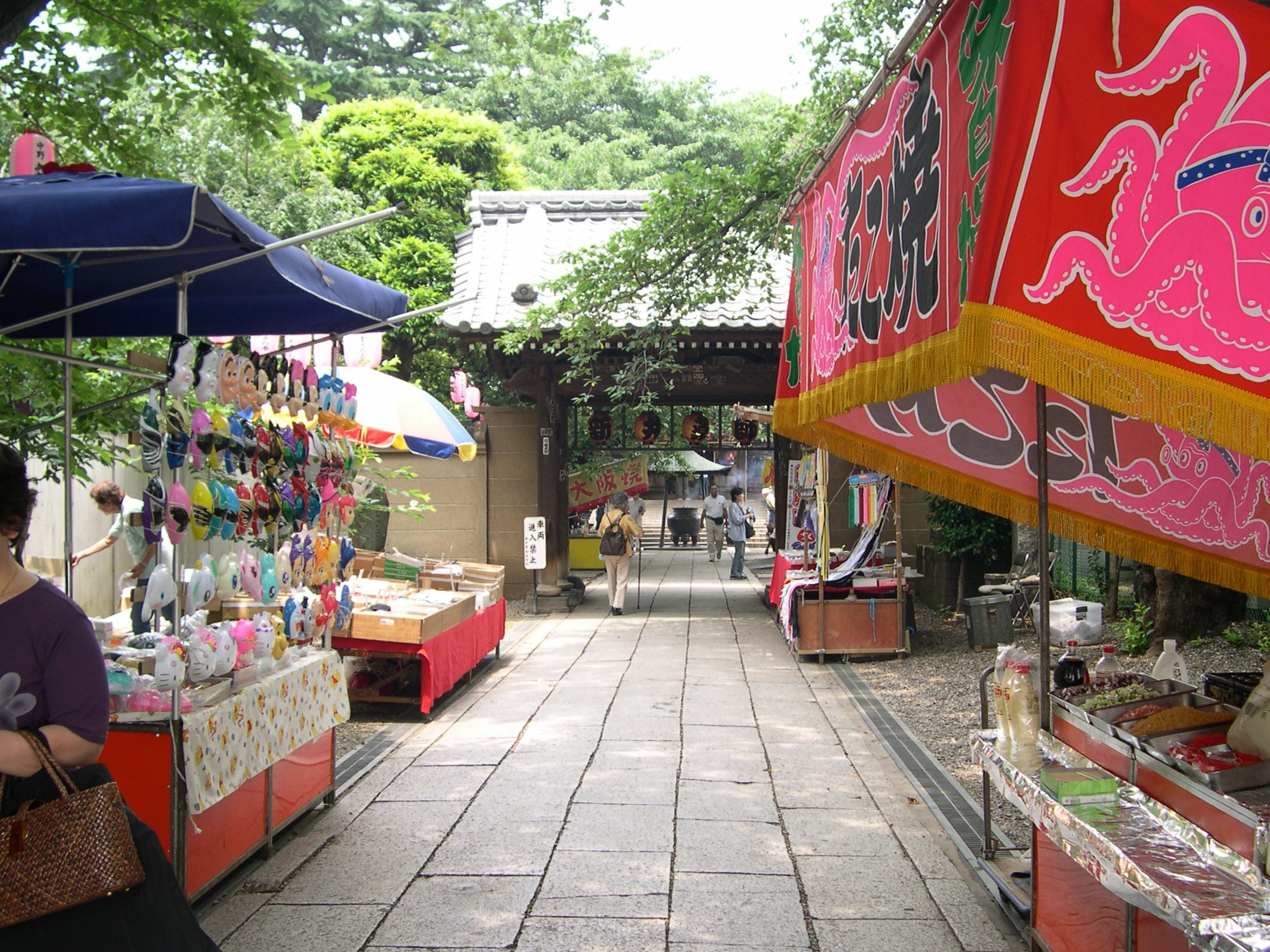
縁日の参道

梅照院（ばいしょういん）は、東京都中野区にある真言宗豊山派の寺院。一般には、新井薬師（あらいやくし）として知られている。山号は新井山。

## 概要
中野区最大の寺院であり、西武新宿線の駅名にもなるなど、都内でも有数の著名寺院である。駅前から山門にかけては商店街の続く門前町となり、地域住民からも新井薬師として古来親しまれている。足立区にある西新井大師と同じ真言宗豊山派の寺院。高尾山薬王院、日向薬師、峰の薬師とともに武相四大薬師に数えられる。
天正4年（1586年）、僧・行春により創建された。本尊は空海作の伝承を有する薬師如来と如意輪観音像である。本尊は表を薬師如来、裏を如意輪観音とする二仏一体の像であるとされ、秘仏であるが、12年に一度、寅年のみに開帳される。江戸幕府2代将軍徳川秀忠の五女で後水尾天皇中宮の和子（東福門院）が当寺の薬師如来に眼病平癒を祈願したところ、たちまち回復したとされることから、特に眼病治癒の利益（りやく）に関して有名になった。その他子育てなどにも利益があるとされている。
当寺は広大な境内に本堂、不動堂があるほか、井戸水（白龍権現水）は一般に開放されており、飲用水として多くの人がこの水を汲みに来る。毎月8のつく日（8日、18日、28日）は縁日が開催されており、境内に多くの露店が並び、たくさんの人々で賑わいを見せている。
また、南北朝時代にこの地域に本拠地を構え、南朝方（新田義貞）についた窪寺氏の葬地にもなっている。
境内の北側は公園（新井薬師公園）になっている。

## 交通
- 西武新宿線新井薬師前駅から徒歩6分[1]
- JR中野駅から徒歩15分
- 中野駅から関東バス・国際興業バス「池11」池袋行き・「中12」江古田行きなどに乗車し約5分の「新井薬師梅照院前」で下車、徒歩2分

## ギャラリー

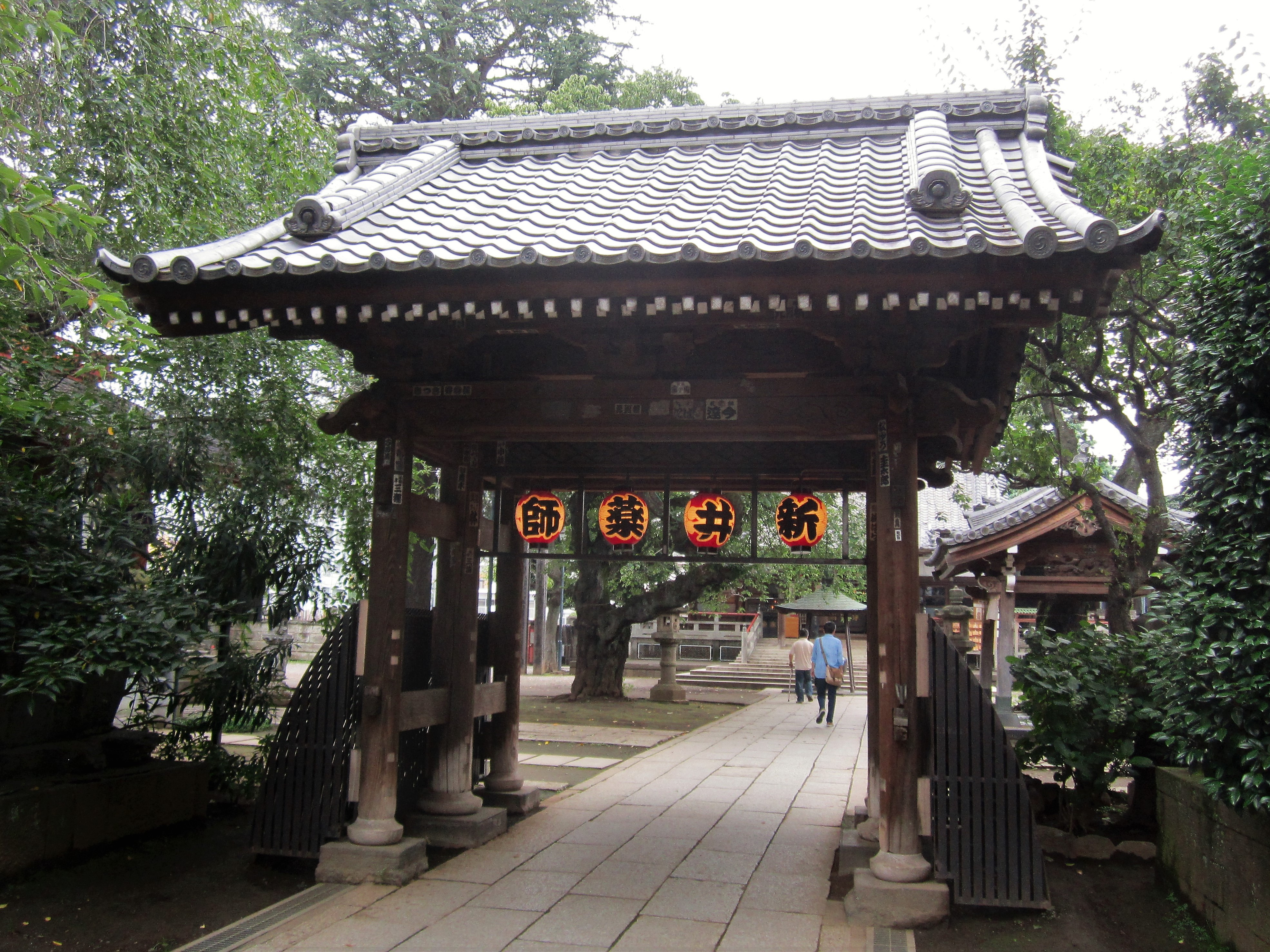
山門
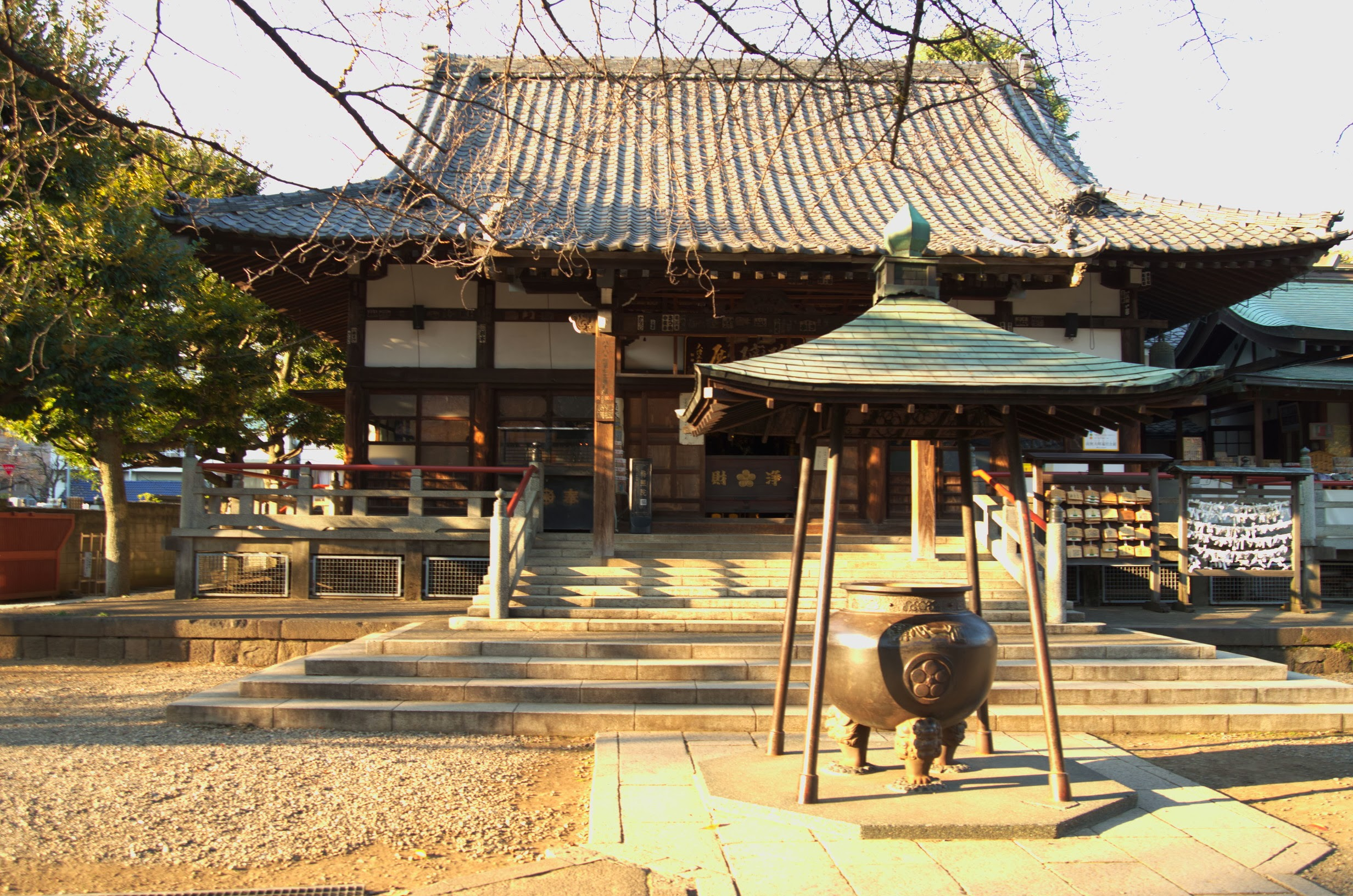
本堂
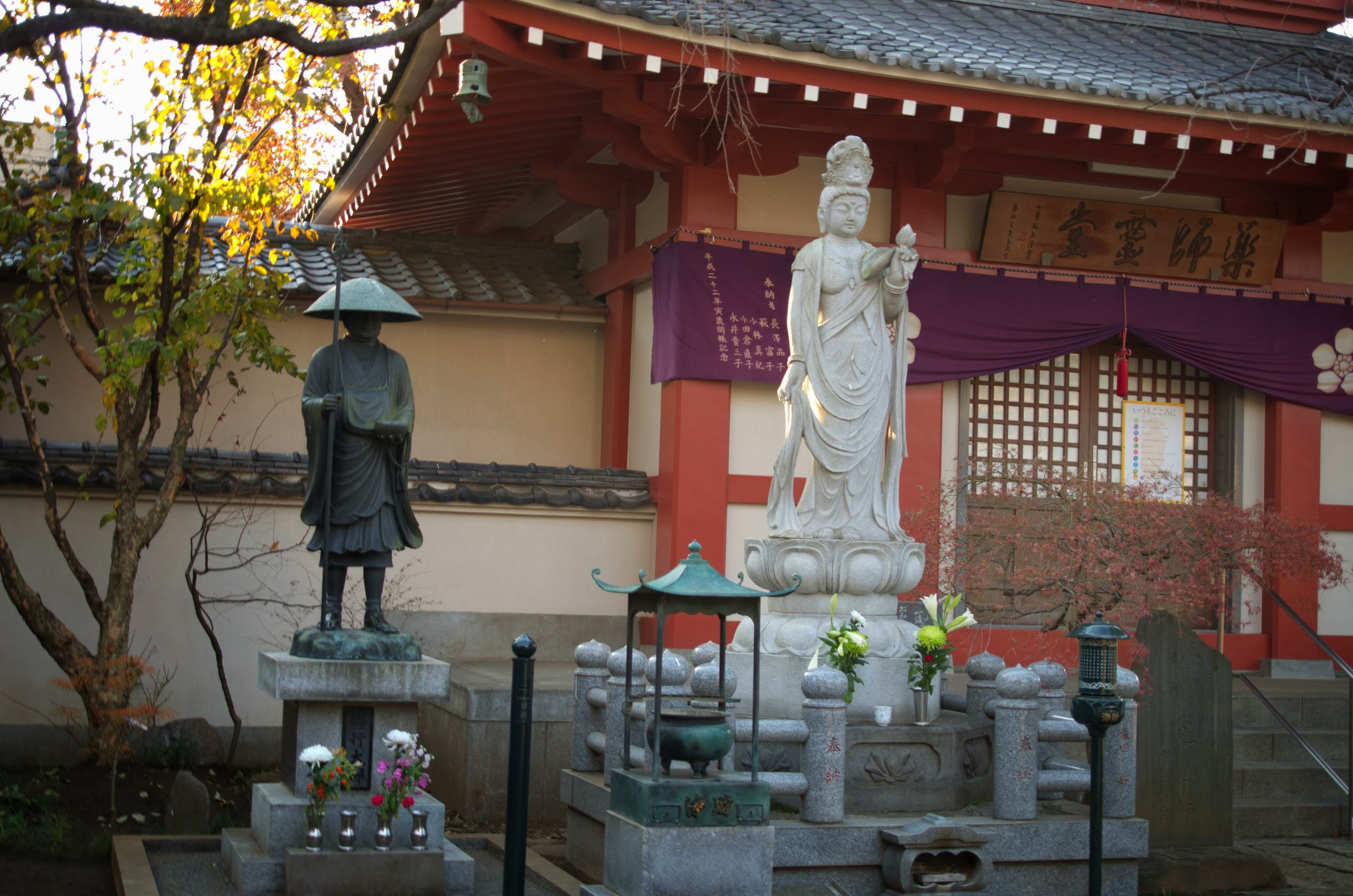
修行大師像と観世音菩薩像
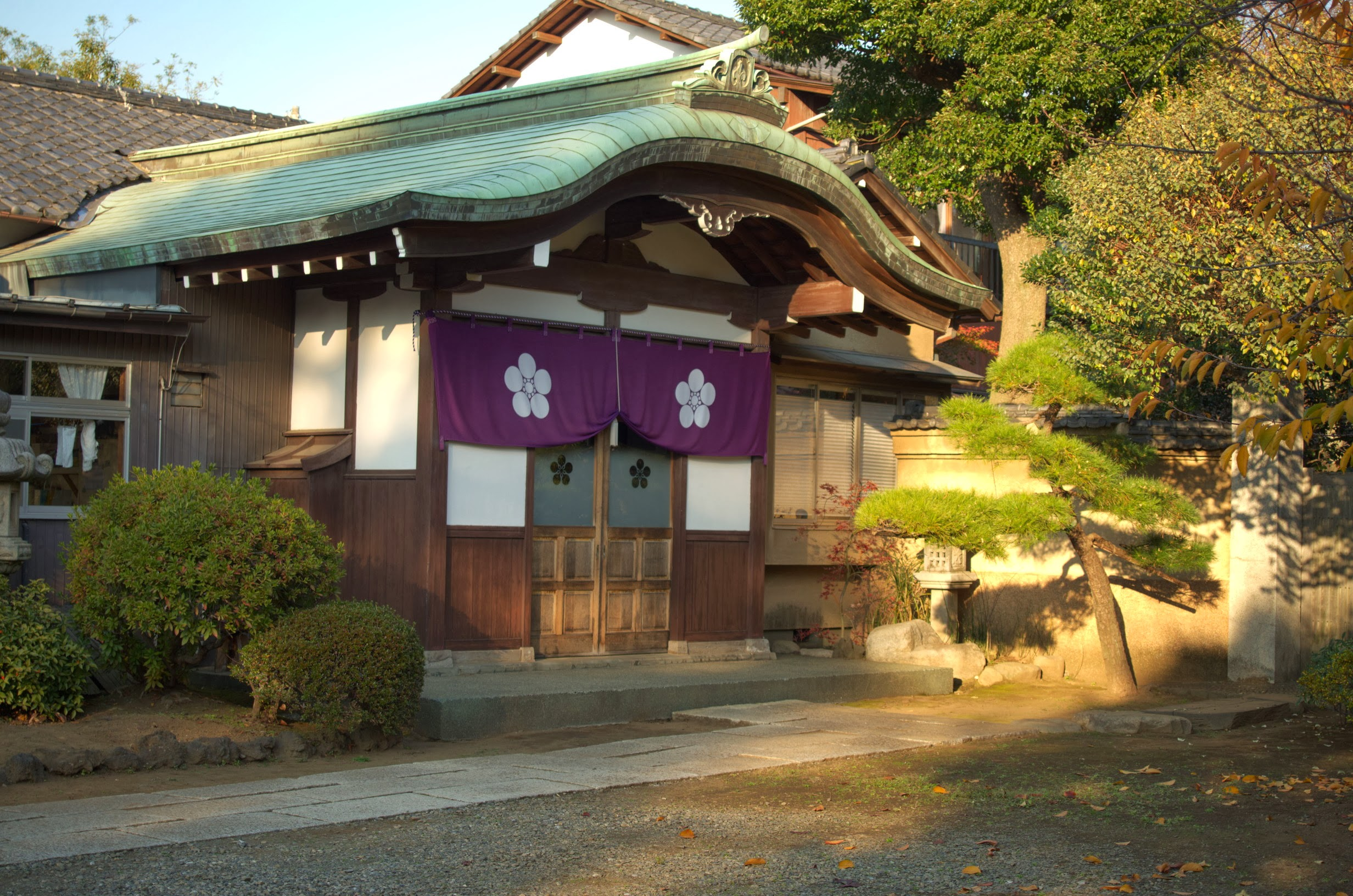
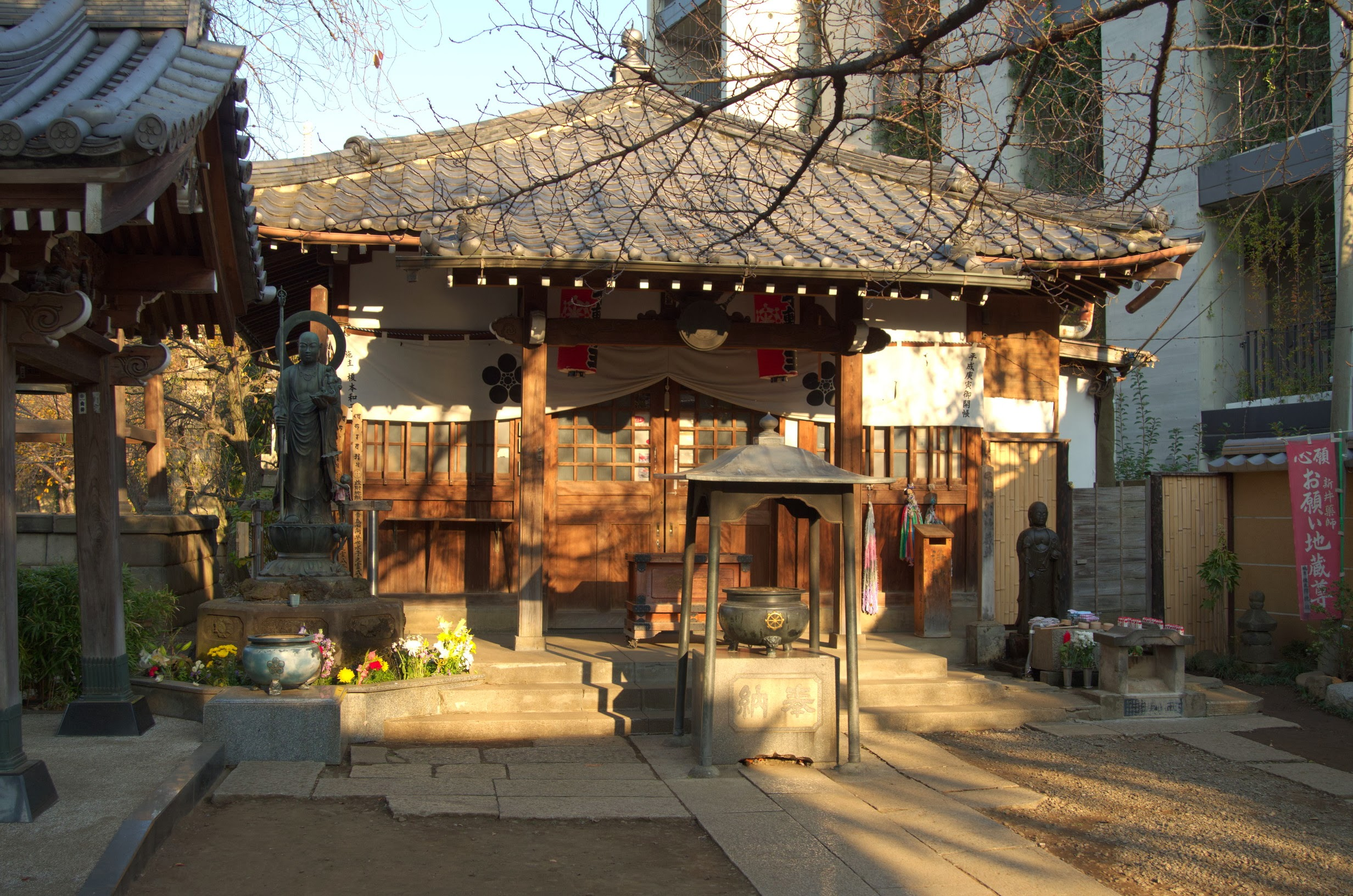
不動堂
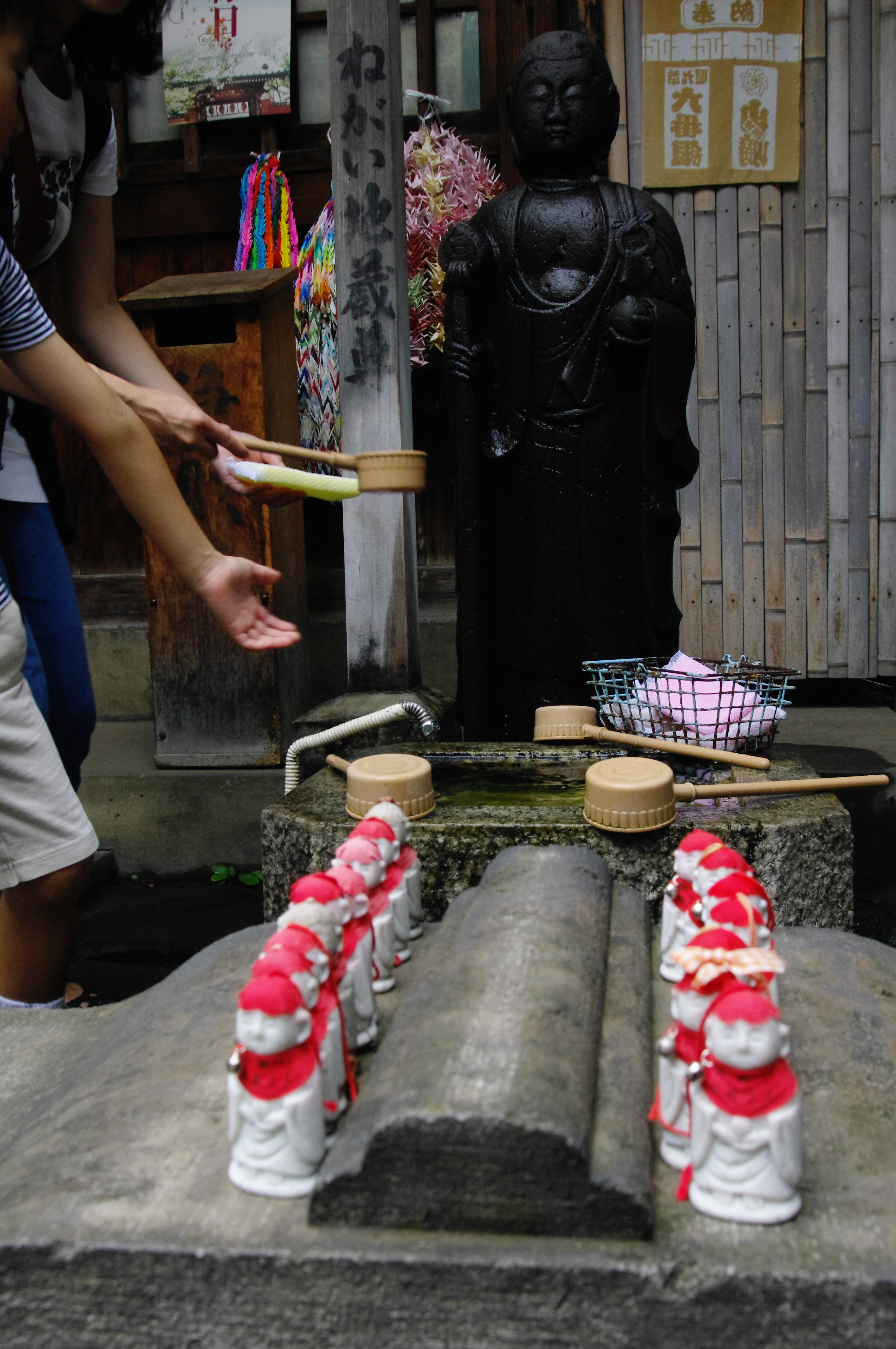
ねがい地蔵尊
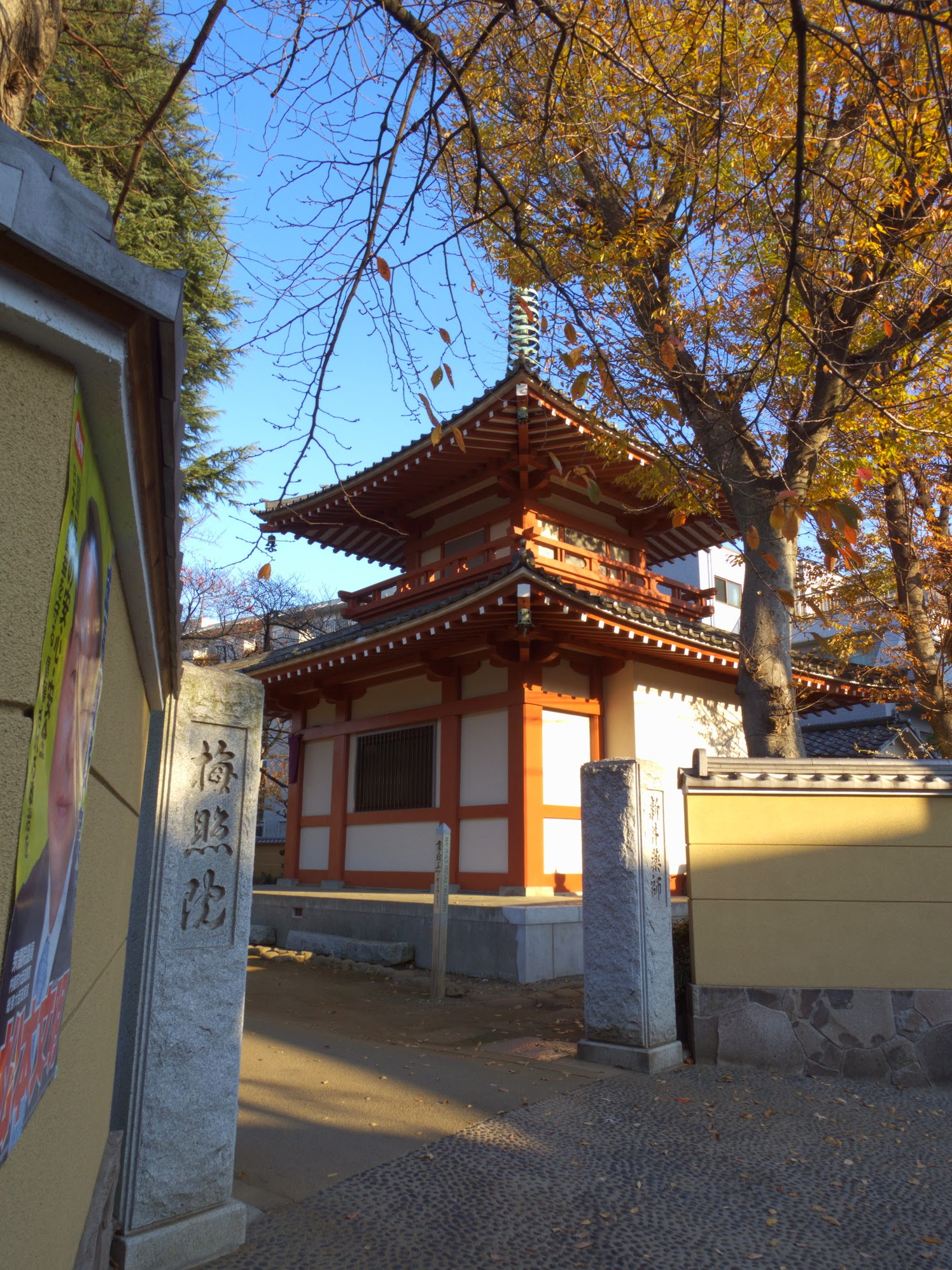
薬師霊堂（多宝塔）（阿弥陀如来像と閻魔大王像を安置）